# 赫倫格山

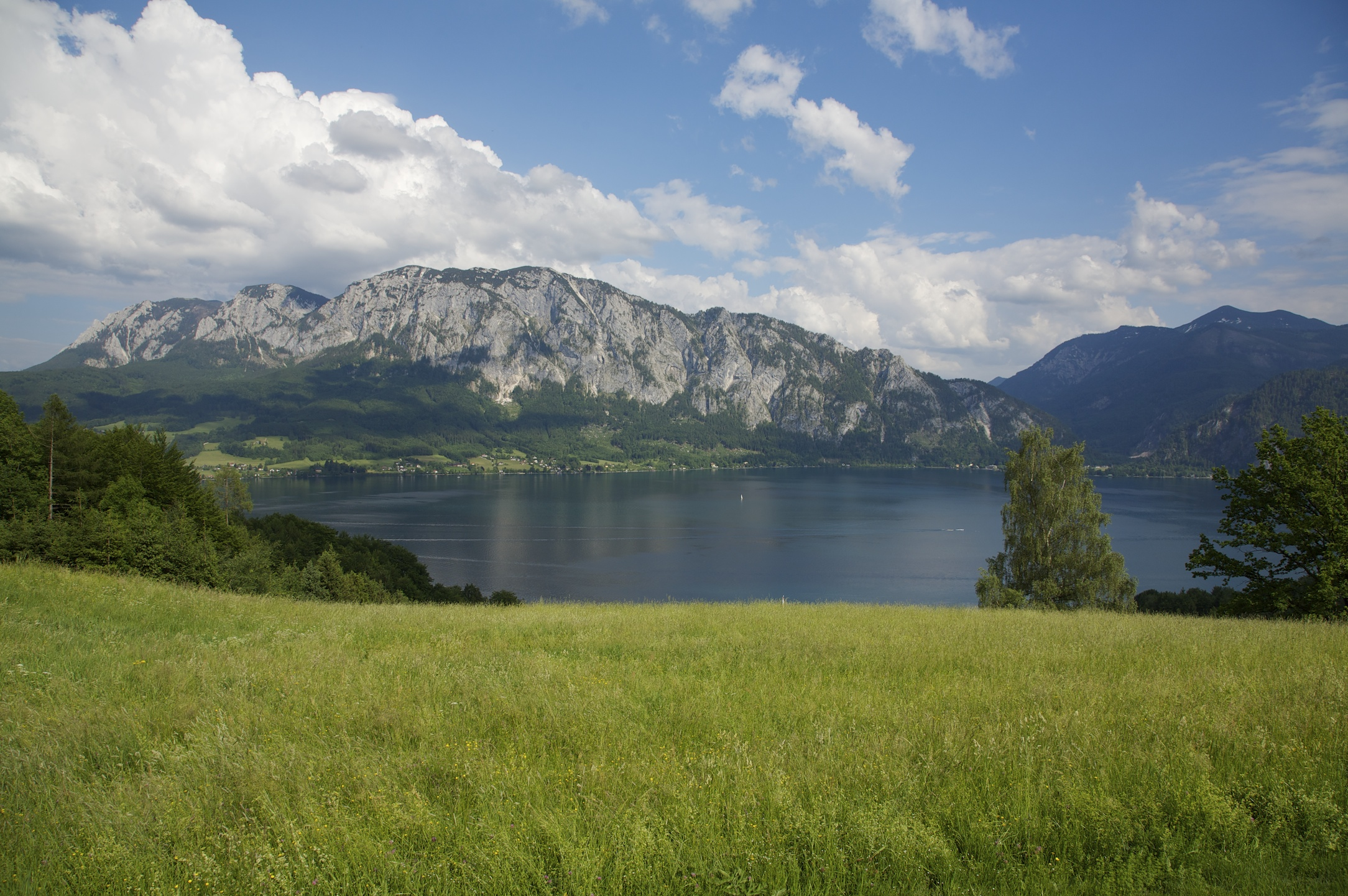

47°48′34″N 13°39′8″E / 47.80944°N 13.65222°E
赫倫格山（德語：Höllengebirge），是奧地利的山峰，位於該國北部，由上奧地利州負責管轄，屬於北石灰岩山脈的一部分，最高點是大赫爾科格爾山，海拔高度1,862米。